# アレクサンダー・ロンクヴィッヒ
アレクサンダー・ロンクヴィッヒ（Alexander Lonquich, 1960年8月28日 - ）は、ドイツ出身のピアノ奏者。
トリーアの生まれ。アストリッド・シュミット＝ノイハウス、パウル・バドゥラ＝スコダ、イローナ・デッカーの各氏にピアノを師事。16歳でアントニオ・カサグランデ国際ピアノ・コンクールで優勝。以後、ピアニストとして活動を始め、クラウディオ・アバド、ハインツ・ホリガー、トン・コープマン、マルク・ミンコフスキ、クルト・ザンデルリンク、シャーンドル・ヴェーグ等と共演して名を上げた。